# ADSR

ADSR

ADSR är en parameterinställning hos synthesizern. ADSR står för Attack Decay Sustain Release, vilket möjligen kan förklaras som stegring, sänkning, hållnivå och avklingning.
- Attack, bestämmer hastigheten på anslaget, till exempel har piano och banjo kort (snabb) attack, medan stråkar har längre.
- Decay, hur snabbt ljudstyrkan faller. Hos ett piano faller ljudstyrkan ganska snart efter anslaget till en jämnare nivå.
- Sustain, bestämmer styrkan under tiden tonen ljuder.
- Release, är hur lång tid det ska ta för tonen att tonas ut.